# Прасатакюм
Прасатакюм (Прасат Ак Юм) — индуистский храм, расположенный на южном крае Западного Барая, в археологическом районе Ангкор в северо-западной Камбоджа.
Храм относят пред-Ангкорскому периоду. Предположительно он был построен в VII века н. э. Внутри храма обнаруживаются надписи VII—XI веков.
Храм представлял собой кирпичную ступенчатую пирамиду, но в настоящее время она находится в сильно разрушенном состоянии. Разрушение произошло предположительно в XI веке во время строительства Западного Барая при возведении южной дамбы.
Xрам является предшественником более поздних архитектурных форм Ангкора — храмов-гор.